# Mořina
Mořina är en ort i Tjeckien.   Den ligger i regionen Mellersta Böhmen, i den centrala delen av landet, 21 km sydväst om huvudstaden Prag. Mořina ligger 345 meter över havet och antalet invånare är 591.
Terrängen runt Mořina är kuperad åt sydväst, men åt nordost är den platt. Runt Mořina är det ganska tätbefolkat, med 192 invånare per kvadratkilometer. Närmaste större samhälle är Modřany, 15,7 km öster om Mořina. Trakten runt Mořina består till största delen av jordbruksmark.